# Jean Gebser
Jean Gebser, nascido Hans Karl Rudolf Hermann Gebser (Posen, 20 de agosto de 1905 —  Berna, 14 de maio de 1973) foi um filósofo, linguista, e poeta, que descreveu as estruturas de consciência humana.

## Biografia
Nascido Hans Karl Hermann Rudolph Gebser em Posen na Alemanha Imperial (atual Polônia), ele deixou a Alemanha em 1929, vivendo por um tempo na Itália e depois na França. Ele então se mudou para a Espanha, dominou a língua espanhola em poucos meses e ingressou no Serviço Civil Espanhol, onde se tornou um alto funcionário do Ministério da Educação espanhol. Seu pai era o advogado Frederich Gebser e sua mãe Margaretha Grundmann. Primo do chanceler da Primeira Guerra Mundial, Theobald Von Bethmann Hollweg.
Antes do início da Guerra Civil Espanhola, mudou-se para Paris e depois para o sul da França. Foi aqui que ele mudou seu primeiro nome alemão "Hans" para o francês "Jean". Ele morou em Paris por um tempo, mas viu a inevitabilidade de uma invasão alemã. Ele fugiu para a Suíça em 1939, escapando apenas algumas horas antes da fronteira ser fechada. Ele passou o resto de sua vida perto de Berna, onde escreveu a maior parte de sua escrita. Mesmo tarde na vida, Gebser viajou muito na Índia, no Extremo Oriente e nas Américas, e escreveu mais meia dúzia de livros. Ele também foi um poeta publicado.
Gebser morreu em Wabern bei Bern em 14 de maio de 1973 "com um sorriso suave e conhecedor". Suas cartas pessoais e publicações são mantidas nos Arquivos Gebser na Universidade de Oklahoma History of Science Collections, Norman, Oklahoma, Bibliotecas Bizzel.

## Consciência em transição

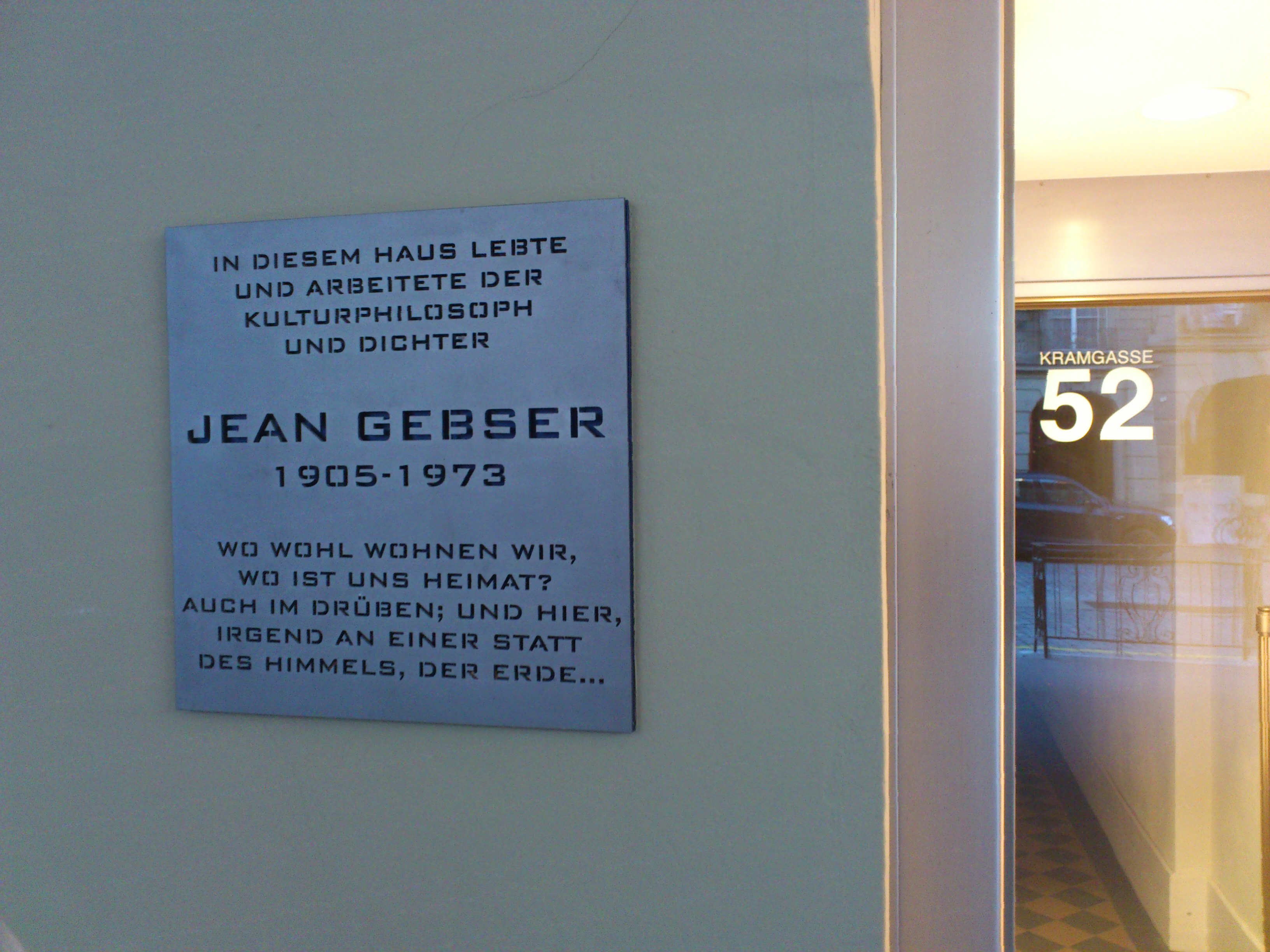
Placa comemorativa no Kramgasse 52 em Berna (Suíça)

A principal tese de Gebser era que a consciência humana está em transição, e que essas transições são "mutações" e não contínuas. Esses saltos ou transformações envolvem mudanças estruturais tanto na mente quanto no corpo. Gebser sustentou que as estruturas de consciência anteriores continuam a operar paralelamente à estrutura emergente.

A consciência é "presença", ou "estar presente":
Como Gebser entende o termo, "consciente não é conhecimento nem consciência, mas deve ser entendido por enquanto no sentido mais amplo como presença desperta". 
Cada estrutura de consciência eventualmente se torna deficiente e é substituída por uma estrutura seguinte. O estresse e o caos na Europa de 1914 a 1945 foram os sintomas de uma estrutura de consciência que estava no fim de sua eficácia e que anunciava o nascimento de uma nova forma de consciência. A primeira evidência que ele testemunhou foi no novo uso da linguagem e da literatura. Ele modificou essa posição em 1943 para incluir as mudanças que estavam ocorrendo nas artes e nas ciências da época.
Sua tese do fracasso de uma estrutura de consciência ao lado do surgimento de uma nova o levou a indagar se isso não havia ocorrido antes. Sua obra, Ursprung und Gegenwart é o resultado dessa investigação. Foi publicado em várias edições de 1949 a 1953 e traduzido para o inglês como The Ever-Present Origin. Trabalhando a partir de evidências históricas de quase todos os campos principais (por exemplo, poesia, música, artes visuais, arquitetura, filosofia, religião, física e outras ciências naturais, etc.) Gebser viu traços do surgimento (que ele chamou de "eficiência") e colapso ("deficiência") de várias estruturas de consciência ao longo da história.

## Terminologia

### Descontinuidade
Gebser advertiu contra o uso de termos como evolução, progressão ou desenvolvimento para descrever as mudanças nas estruturas da consciência que ele descreveu.
Gebser traça as evidências das transformações da estrutura da consciência à medida que são concretizadas em artefatos históricos. Ele procurou evitar chamar esse processo de "evolutivo", pois qualquer noção desse tipo era ilusória quando aplicada ao "desdobramento da consciência". Gebser enfatizou que a evolução biológica é um processo fechado que particulariza uma espécie a um ambiente limitado. O desdobramento da consciência é, ao contrário, uma abertura.
Qualquer tentativa de dar uma direção ou objetivo ao desdobramento da consciência é ilusória, pois se baseia em uma noção limitada, mentalista e linear de tempo. Gebser observa que "progredir" é mover-se em direção a algo e, portanto, também afastar-se de outra coisa; portanto, progresso é um termo inadequado para descrever as estruturas da consciência. Gebser escreveu que a questão sobre o destino da humanidade ainda está em aberto, que fechar seria a tragédia final, mas que tal fechamento continua sendo uma possibilidade. Para Gebser, nosso destino não é assegurado por nenhuma noção de "uma evolução em direção", ou por qualquer tipo de modo ideal de ser.

### Espaço e tempo
Gebser observa que as várias estruturas da consciência são reveladas por sua relação com o espaço e o tempo. Por exemplo, a estrutura mítica incorpora o tempo como cíclico/rítmico e o espaço como fechado. A estrutura mental vive o tempo como linear, dirigido ou "progressivo" e o espaço torna-se o espaço homogêneo da geometria, semelhante a uma caixa, a vácuo.

### Inglês
- The Ever-Present Origin, authorized translation by Noel Barstad with Algis Mickunas (Athens: Ohio University Press, 1985, 1991)
- Anxiety, a Condition of Modern Man, (Visual series, 2) by Heiri Steiner and Jean Gebser (Paperback - 1962)

### Alemão
- Rilke und Spanien, 1936–1939
- Der grammatische Spiegel, 1944
- Ursprung und Gegenwart, 1949-1953
- Einbruch der Zeit, 1995

## Literatura

### Textos primários
- Jean-Gebser-Reihe (JGR) herausgegeben und mit Beiträgen von Rudolf Hämmerli und Elmar Schübl im Chronos-Verlag Zürich:
  - Ursprung und Gegenwart, 2 Volume, 2015. ISBN 978-3-0340-1301-7
  - Lass mir diese, meine Stimme, 2016. ISBN 978-3-0340-1347-5
  - Vom spielenden Gelingen, Vorträge, Essays und Schriften, 2018. ISBN 978-3-0340-1467-0
  - Ein Mensch zu sein, Autobiografische Texte, Notizen und Gedichte, 2020. ISBN 978-3-0340-1593-6
- Gesamtausgabe In 8 Bänden (+ Registerband). Hrsg. von Rudolf Hämmerli. Novalis, Schaffhausen 1975–1981. Nova edição 1986, 2ª edição 1999, 3ª edição 2011.
- Ursprung und Gegenwart. DVA, Stuttgart 1949–1953, 2. Auflage 1966. Dtv, München 1973, 2. Auflage 1986, ISBN 3-423-05921-4. Chronos-Verlag, Zürich 2015, ISBN 978-3-0340-1301-7.
- The Ever-Present Origin. Authorized translation by Noel K. Barstadt with Algis Mickunas. Athens/Ohio, Londres: University Press 1985. (Amerikanische Übersetzung von „Ursprung und Gegenwart“. 2. Auflage 1991)
- Origen y presente. Traducción José Rafael Hernández Arias. Vilaür: Ediciones Atalanta 2011. (Spanische Übersetzung von „Ursprung und Gegenwart“.)
- Jean Gebser: The Trend Towards Integration in Modern Science and its Counterpart in the Ancient Wisdom of the East. Foreword to P. J. Saher: Eastern Wisdom and Western Thought. A Comparative Study in the Modern Philosophy of Religion. Londres, George Allen and Unwin Ltd. 1969. (Não incluído na Edição Completa, mas disponível na Internet)
- Hämmerli, Rudolf (Herausgeber): Jean Gebser: Einbruch der Zeit, Novalis, Schaffhausen 1995, ISBN 3-7214-0662-1 (coleção de texto com trechos das obras de Gebser)
- Anxiety, a condition of modern man, Heiri Steiner com Jean Gebser. Nova York: Dell 1962.

### Festschriften e antologias com contribuições para Gebser
- Transparente Welt. Festschrift zum sechzigsten Geburtstag von Jean Gebser. Editado por Günter Schulz. Berna, Stuttgart: Huber 1965.
- Wege zum integralen Bewusstsein. Eine Festgabe für Jean Gebser zum 20. August 1965. Bremen 1965.
- Die Neue Weltschau. Internationale Aussprache über den Anbruch eines neuen aperspektivischen Zeitalters veranstaltet von der Handels-Hochschule St. Gallen. Zwei Bände. Stuttgart: DVA 1952 / 53.
- Die Welt in neuer Sicht. München-Planegg: O. W. Barth 1957.
- Wege zur neuen Wirklichkeit. Bern: Hallwag 1960.
- Ursprung und Gegenwart des integralen Bewußtseins. Hrsg. von Herbert Kessler. Mannheim 1976.
- Beiträge zur integralen Weltsicht. Hrsg. im Novalis Verlag Schaffhausen.

### Literatura secundária sobre Jean Gebser
- Assing-Grosch, Ursula: Das schwierige Kind: Jean Gebsers Bewusstseinsphänomenologie in der kinder- und jugendpsychiatrischen Praxis. Centaurus Verlagsges., Pfaffenweiler 1993
- Feuerstein, Georg: Structures of Consciousness: The Genius of Jean Gebser: An Introduction and Critique. Integral Publ., Lower Lake 1987
- Feuerstein, Georg: Jean Gebser: What Color Is Your Consciousness? Robert Briggs Ass., San Francisco 1989
- Fitzner, Inga: Integrales Bewusstsein – eine Spurensuche Lit Verlag, Münster 2012, ISBN 978-3643116963
- Friedrich, Heinz: Neue Horizonte. Begegnung mit der Gedankenwelt von Jean Gebser. Europa-Vg., Zürich 1967
- Hellbusch, Kai: Das integrale Bewußtsein. Jean Gebsers Konzeption der Bewußtseinsentfaltung als prima philosophia unserer Zeit. Tenea, Berlim 2003, ISBN 978-3936582581
- Illies, Joachim: Adolf Portmann, Jean Gebser, Johann Jakob Bachofen: Drei Kulturforscher, drei Bilder vom Menschen. Edição Interfrom, Zürich 1975 (Texte, Thesen 67)
- Kramer, Eric Mark (Ed.): Consciousness and Culture: An Introduction to the Thought of Jean Gebser. Greenwood Press, Westport & Londres 1992 (Contributions in Sociology 101) ISBN 0-313-27860-1
- Leopold, Heinrich: Globalisierung und integrales Bewusstsein. Der Beitrag Jean Gebsers zu einer neuen Weltsicht. Novalis, Schaffhausen 2008.
- Mastnak, Wolfgang: Popper, Gebser und die Musikpädagogik. Integrale Strukturen musikalischer Erziehung. Escritos da Universidade de Ciências Aplicadas "Mozarteum", Munique e Salzburgo 1990
- Meidinger-Geise, Inge: Jean Gebser – ein Denker unserer Zeit. Dortmund 1965 (Dortmunder Vorträge, Heft 67)
- Schübl, Elmar: Jean Gebser (1905-1973). Ein Sucher und Forscher in den Grenz- und Übergangsgebieten des menschlichen Wissens und Philosophierens. Chronos, Zürich 2003, ISBN 3-0340-0590-3
- Schübl, Elmar: Jean Gebser und die Frage der Astrologie. Eine philosophisch-anthropologische Studie auf der Grundlage der astrologischen Auffassung von Thomas Ring. Novalis, Schaffhausen 2003, ISBN 3-907160-27-4
- Schwarz, Wolfgang: Hoffnung im Nichts. Radhakrishnan, Gebser und der westöstliche Geist. Müller, Krailling bei München 1961
- Wehr, Gerhard: Jean Gebser. Individuelle Transformation vor dem Horizont eines neuen Bewußtseins. Via Nova, Petersberg 1996, ISBN 3-928632-26-4
- Zollinger, Christoph: Die Debatte läuft – Ganzheitliche Thesen für Gesellschaft, Wirtschaft und Politik, Die unerhörte Aktualität der integralen Vision Jean Gebsers. Via Nova, Petersberg 2005, ISBN 3-86616-006-2

### Literatura secundária adicional e suplementar
- Atmanspacher, Harald: Die Vernunft der Metis, Metzler Verlag, Stuttgart 1993: ISBN 3-476-00884-3
- Sri Aurobindo: The Life Divine. 2 Bde. Pondicherry 2005 (o trabalho mais importante de Aurobindo; Gebser o leu depois de completar seu trabalho principal e ficou impressionado com as semelhanças.)
- Brunner-Traut, Emma: Frühformen des Erkennens am Beispiel Ägyptens. Wissenschaftliche Buchgesellschaft, Darmstadt 1990 (Uma contribuição para o mundo "sem perspectiva" das estruturas mágico-míticas da consciência. O autor também se refere a Gebser.)
- Gendolla, Peter: Zeit. Zur Geschichte der Zeiterfahrung. Vom Mythos zur „Punktzeit“. DuMont, Köln 1992 (Uma "história da experiência do tempo", que não apenas concorda com as explicações de Gebser, mas também fornece alguns acréscimos muito importantes e interessantes. Com uma bibliografia selecionada sobre o tema "tempo".)
- Gloy, Karen: Zeit. Eine Morphologie. Alber, Freiburg 2006 (Nesta "Morfologia" o autor também utiliza a obra principal de Gebser "Origem e Presente". Com uma extensa bibliografia sobre o tema "Tempo".)
- Guardini, Romano: Das Ende der Neuzeit. Ein Versuch zur Orientierung. Hess, Basel 1950 (Gebser sobre isso: Guardini "prova com toda a clareza desejável que a era mental-racional, cujo último florescimento foi a chamada 'idade moderna', se esgotou de uma vez por todas e estamos diante de uma reorientação." V/I, 202)
- Jaynes, Julian: Der Ursprung des Bewußtseins durch den Zusammenbruch der bikameralen Psyche. Rowohlt, Reinbek 1986, TB-Ausg. mit verkürztem Titel 1993 (livro de não-ficção 9529)
- Neumann, Erich: Ursprungsgeschichte des Bewusstseins. (Baseado na psicologia profunda de C. G. Jung, que escreveu um prefácio, o livro tenta elaborar "estágios arquetípicos do desenvolvimento da consciência".)
- Reinhardt, Christian: Das polare Paradox. Vom Ende der Philosophie und dem Übergang zu einer anderen Geschichte. Novalis, Schaffhausen 2004 (O livro permite a classificação histórico-filosófica de Gebser no contexto da "autosuperação da filosofia" anunciada por Nietzsche, Wittgenstein e Heidegger e no contexto das filosofias orientais como o Zen Budismo. O trabalho de Gebser é um dos fontes mais importantes deste livro.)
- Teilhard de Chardin, Pierre: Der Mensch im Kosmos. Beck, München 1959 (Gebser também considerou a concepção de Teilhard de Chardin relacionada à sua.)
- Tiedemann, Paul: Über den Sinn des Lebens. Die perspektivische Lebensform. Wissenschaftliche Buchgesellschaft, Darmstadt 1993 (Pode ser usado para uma análise mais detalhada da estrutura mental, embora o autor pareça não conhecer Gebser.)
- Wilber, Ken: Sex, Ecology, Spirituality. The spirit of evolution. Shambala, Boston & Londres 1995 (O filósofo americano Wilber usa a história da consciência de Gebser dentro de uma visão de mundo evolutiva abrangente.)

## Web-referências
1. ↑  Gebser Biography
2. ↑  The Primordial Leap and the Present: The Ever-Present Origin – An Overview of the Work of Jean Gebser

### Inglês
- Georg Feuerstein (1987), Structures of Consciousness: The Genius of Jean Gebser: An Introduction and Critique
- Georg Feuerstein (1989), Jean Gebser: What Color Is Your Consciousness
- Eric Mark Kramer (1992)Consciousness and Culture: An Introduction to the Thought of Jean Gebser (Contributions in Sociology)
- Eric Mark Kramer, Clark Callahan, S. David Zuckerman (2013). "Intercultural Communication and Global Integration" Dubuque, IA: Kendall-Hunt

### Alemão
- Joachim Illies (1975), Adolf Portmann, Jean Gebser, Johann Jakob Bachofen: Drei Kulturforscher, drei Bilder vom Menschen (Texte, Thesen ; 67)
- Ursula Assing-Grosch (1993), Das schwierige Kind: Jean Gebsers Bewusstseinsphänomenologie in der kinder- und jugendpsychiatrischen Praxis (Reihe Psychologie)
- Elmar Schübl (2003), Jean Gebser (1905 - 1973)